# مركز السهي
مركز السهي، هو مركز سعودي تاريخي، يقع في بلدة السهي، على البحر الأحمر جنوب غرب منطقة جازان وهو أحد المراكز التابعة محافظة صامطة. عثر فيه على آثار ومقتنيات تعود إلى نحو 3 آلاف سنة.

## الموقع
يقع مركز السهي جنوب مدينة جازان بحوالي 50 كيلاً، ويشكل موقع المركز الساحلي أهمية كبيرة بالنسبة لمنطقة جازان ويحده من الجنوب مركز الموسم.

## الشواطئ
يتميز المركز بشواطئه البكر النظيفة، التي يقصدها الكثير من سكان المنطقة بشكل عام ومن محافظة صامطة بشكل خاص. ومن هذه الشواطئ:

### شاطئ الحصاحيص
يقع الشاطئ جنوب مدينة جازان بحوال 60 كم، وإلى الغرب من محافظة صامطة بحوالي 15 كم، ويمتد الشاطئ لمسافة طويلة. حيث يعتبر من الأماكن السياحية لمحافظة صامطة وقد اختارته الهيئة العامة للسياحة والتراث الوطني كواحد من الأماكن السياحية الجميلة.

## الخدمات
توجد معظم الخدمات من مركز للإمارة، ومركز صحي، ومكتب بريد، ومدارس لجميع المراحل، وسوق، في ديحمة حيث تعتبر أهم قرى مركز السهي، ويوجد كذلك بلدية السهي ومقرها في قرية الغافل.
كما تم استحداث مركز للدفاع المدني.
ويطمح العديد من الأهالي الارتقاء بخدمات المركز والقرى التابعة له بكافة الخدمات التي يحتاجها المواطن.

## القرى التابعة للمركز
يتبع المركز العديد من القرى، منها:
| - الرونة - ديحمة - الغافل - الرنفة - المقالي - السهي - المعبوج | - القضب - الحرف - عُبَبَه - الحِجْفار - الخلائف - الجرب - البيسري | - العروج - الحنيني - الوحش - الدريعية - الحامضة - الجروب - الصياد |

## السهي والآثار
قامت وكالة الآثار والمتاحف بأعمال التنقيب في الموقع خلال عام 1404هـ/1984م، وقد عثرت على كميات كبيرة من القطع الفخارية مثل السلطانيات مختلفة الحجم والشكل، والأواني غير العميقة ذات الثلاث أرجل، وعدد من الجرار المتنوعة، والأواني والفناجين، وعدد من من الرحى الحجرية، وأوكسيد الحديد الطبيعي، وقد تبين لوكالة الآثار أن من خلال المعثورات أن موقع سهي يمتد تاريخه إلى الألف الثاني ق.م.

## انظر ايضاً
- صبيا
- أبو دنقور

## وصلات خارجية
- محمد بن عبد العزيز يطلع على أعمال وبرامج «بلدي السهي».